# Plaza de la Laguna (Ayamonte)
La plaza de la Laguna, diseñada por Prudencio Navarro Pallares, es una céntrica plaza consistorial de la ciudad de Ayamonte, provincia de Huelva, (Andalucía), muy cercana a la desembocadura del río Guadiana. En la fachada Oeste de la plaza se encuentra el edificio del Ayuntamiento de Ayamonte, del siglo XVIII.
Preside la plaza una estatua de la Inmaculada en piedra blanca instalada en el centro en 1954, sobre un basamento donde hay colocado un azulejo con la leyenda: "Ayamonte a la Inmaculada Concepción, Año Mariano MCMLIV".

## Descripción
Como tantos lugares de España, esta plaza ha sufrido diversas modificaciones en el nombre y en la forma, quedando hoy como plaza de la Laguna, una céntrica plaza en la zona peatonal de la población que alberga tiendas, locales, bares, terrazas y el ayuntamiento. 
De planta rectangular y circunscrita entre columnas de ladrillo visto amarillo y acero negro, es de una especial belleza. Tiene una amplia zona ajardinada con arriates y palmeras recorriendo su perímetro, así como bancos donde se observan distintas pinturas reproducidas en azulejo.

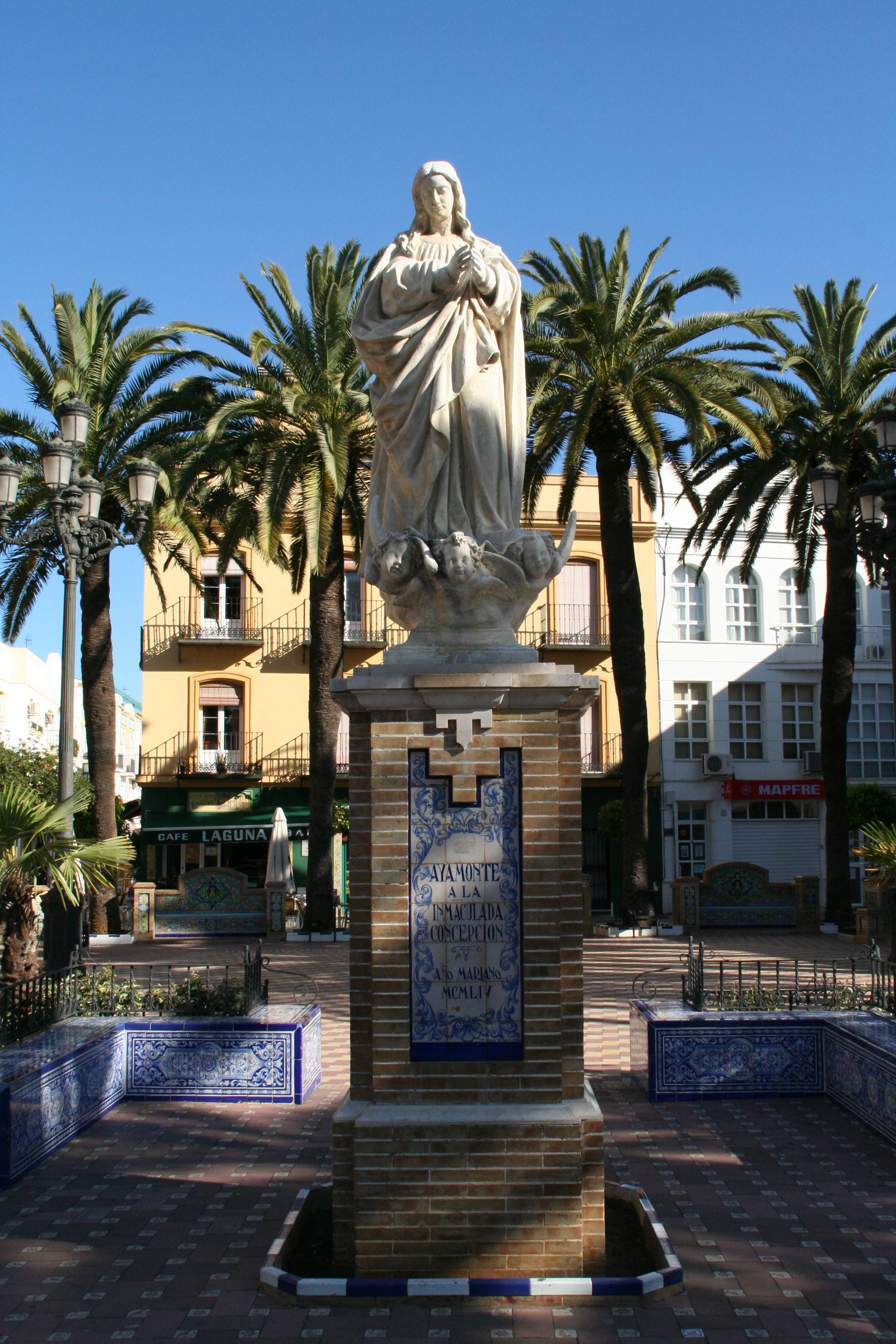
Monumento a la Inmaculada Concepción de 1954

 En el lateral este de la plaza, bajo una pérgola puede contemplarse una representación en azulejo del cuadro Ayamonte del insigne Sorolla, que se sirvió de esta ciudad para alguna de sus creaciones. En la cabecera de este azulejo puede leerse: "Ayamonte. Cuadro del inmortal Sorolla pintado en esta Ciudad en el año 1919, cuyo original se conserva en el Museo Hispánico de Nueva York". 

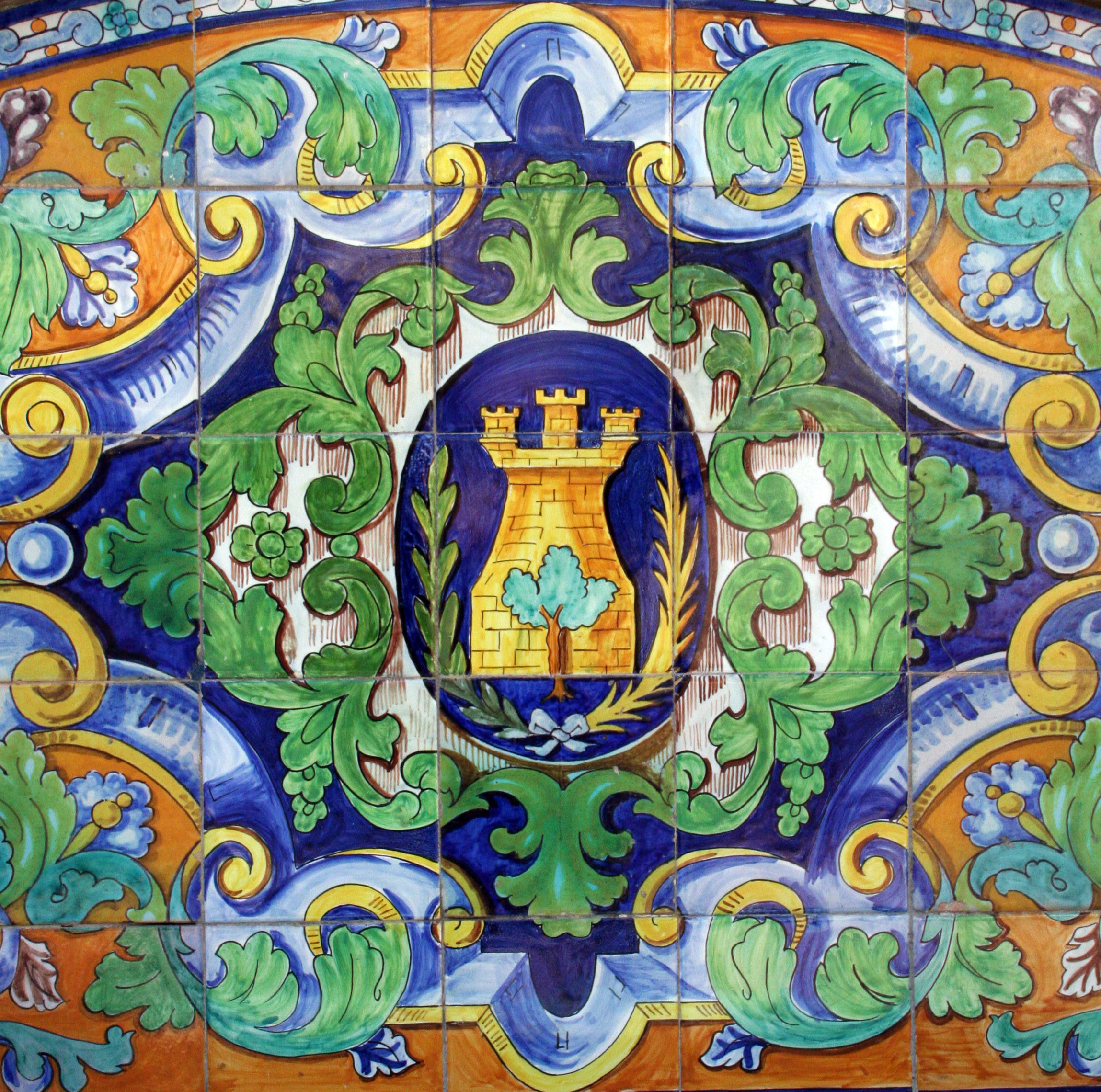
Azulejos con el escudo de Ayamonte en los bancos de la plaza
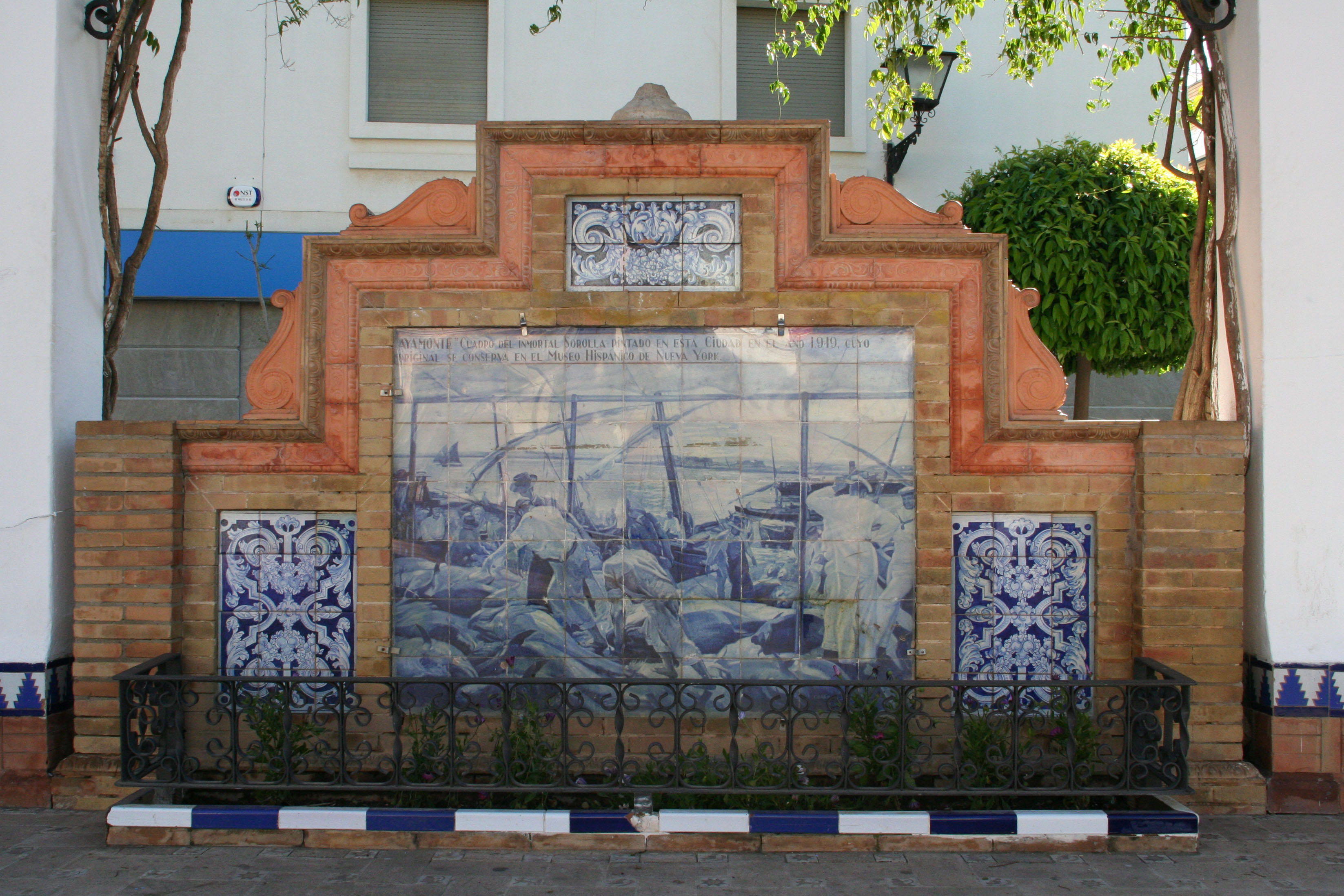
Azulejo representando el cuadro Ayamonte de Sorolla
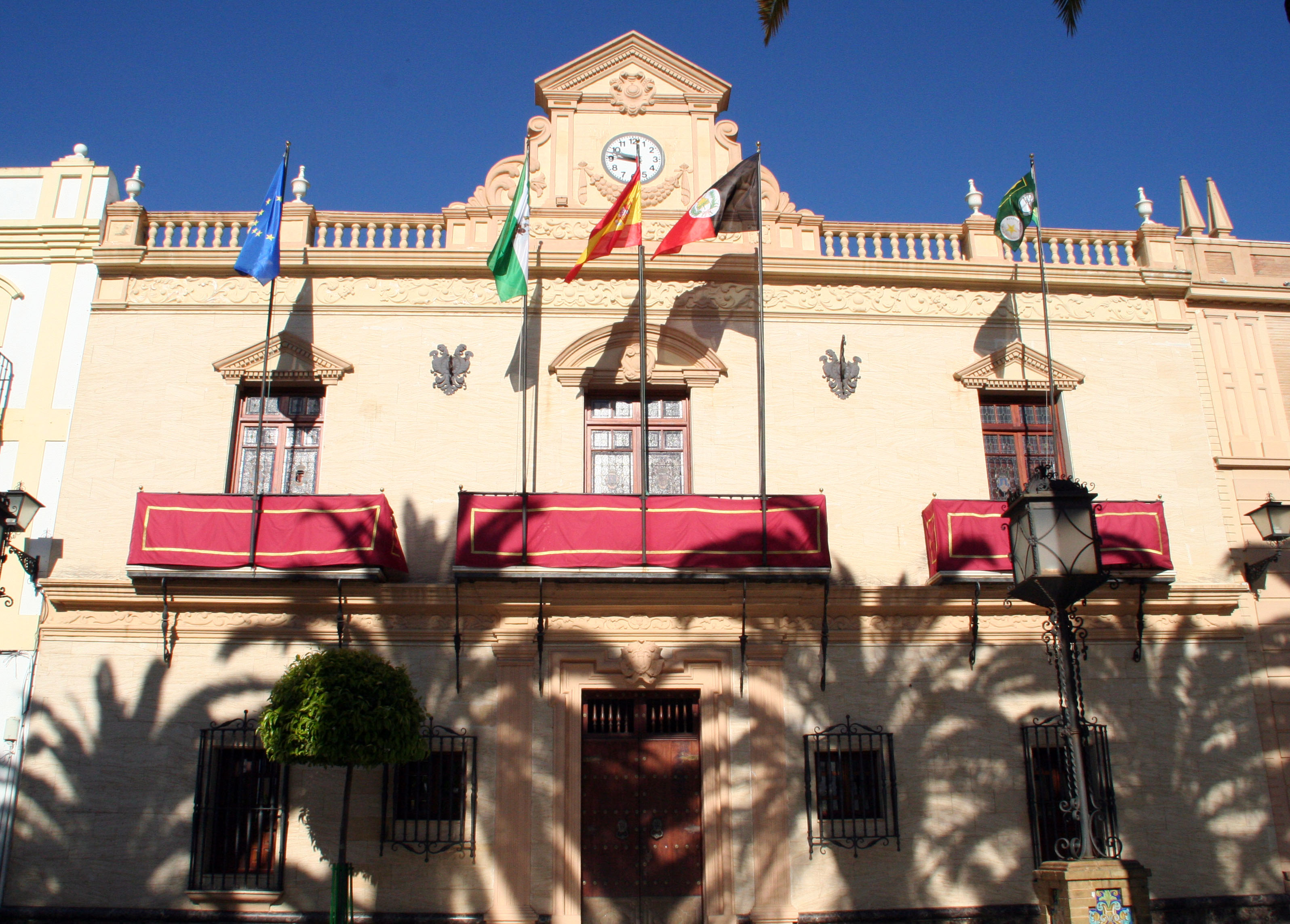
Casa Consistorial de Ayamonte, ubicada en la plaza de la Laguna

### Transformación histórica
Esta ha sido la transformación de la plaza a lo largo de su historia.

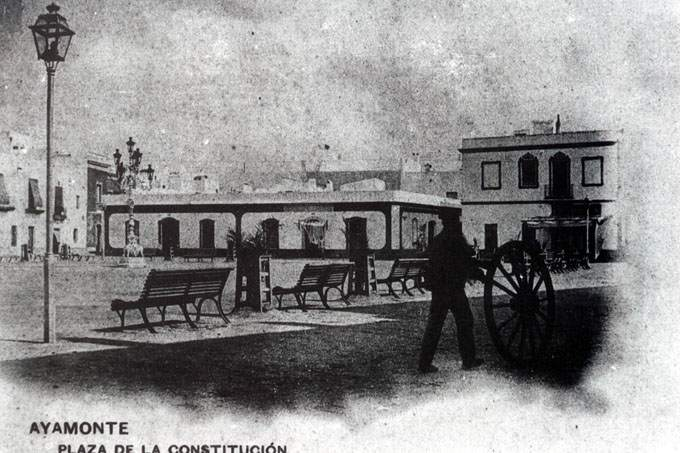
Plaza de la Laguna, en la época en que se denominaba plaza de la Constitución
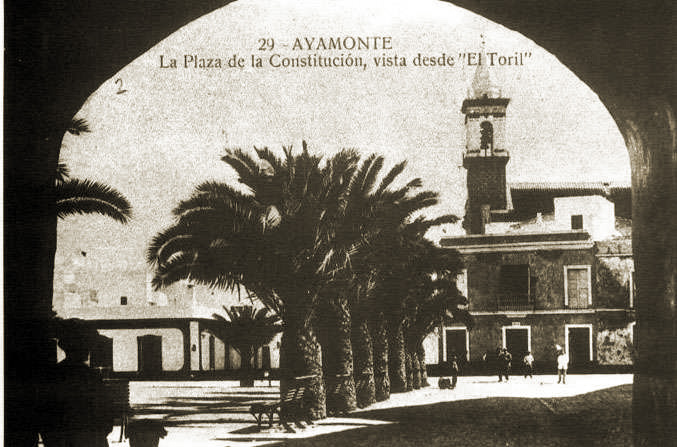
Plaza de la Laguna, antigua plaza de la Constitución, vista desde el arco de El Toril ya desaparecido
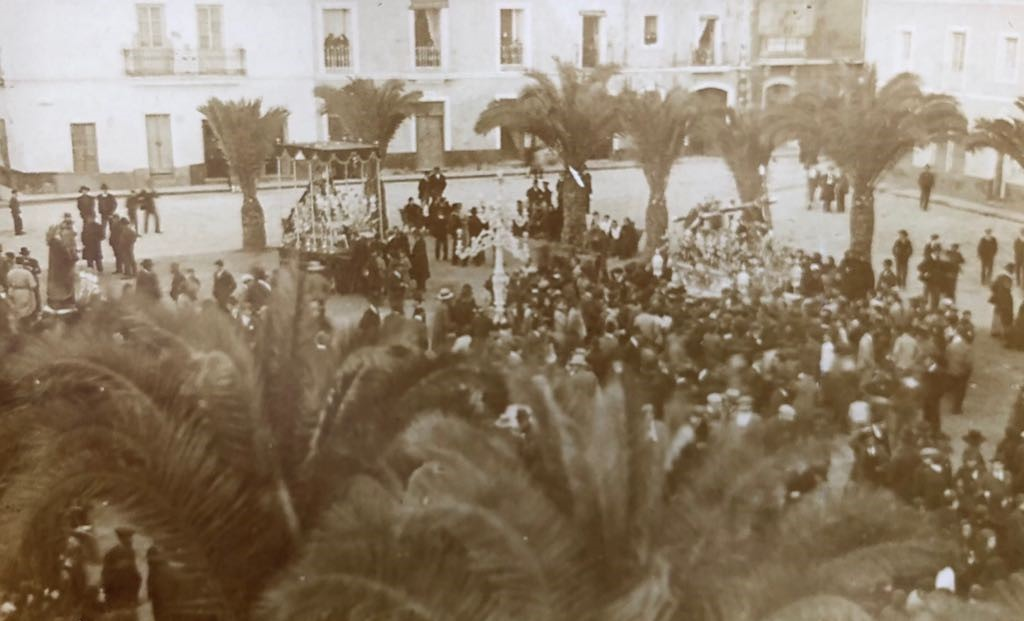
Pasos de la Cofradía de Padre Jesús en la plaza de la Laguna en la década de los años 20 del siglo pasado